# 작은 별모양 십이면체
| 작은 별모양 십이면체 | 작은 별모양 십이면체           |
| -------------------- | ------------------------------ |
|                      |                                |
| 종류                 | 케플러-푸앵소 다면체           |
| 별모양화 중심        | 정십이면체                     |
| 원소                 | F = 12, E = 30 V = 12 (χ = -6) |
| 면의 수{변의 수}     | 125                            |
| 슐레플리 기호        | {⁠5/2⁠,5}                        |
| 면 배치              | V(55)/2                        |
| 위토프 기호          | 5 \| 2⁠5/2⁠                      |
| 콕서터 다이어그램    |                                |
| 대칭군               | Ih, H3, [5,3], (*532)          |
| 참조                 | U34, C43, W20                  |
| 특성                 | 정다면체 비볼록                |
| (⁠5/2⁠)5 (꼭짓점 도형) | 큰 십이면체 (쌍대다면체)       |

기하학에서 작은 별모양 십이면체(small stellated dodecahedron)는 아서 케일리에 의해서 이름이 지어졌고 슐레플리 기호가 {5/2,5}인 케플러-푸앵소 다면체이다. 이것은 비볼록 정다면체 네 개 중 하나이다. 이것은 오각성 면 12개로 각 꼭짓점에 5개가 만나게 이루어져 있다.
이것은 볼록 정이십면체와 같은 꼭짓점 배열을 가진다. 이것은 또한 큰 이십면체와 같은 모서리 배열을 가진다.
이것은 정십이면체의 네 별모양화 중 두 번째이다.
오각성 면을 삼각형 면 5개로 생각하면, 이것은 오방십이면체와 같은 표면 위상을 가지지만, 높이가 오각성에 있는 삼각형 다섯 개가 동일 평면에 있는 별 오각뿔의 높이인 이등변삼각형 면을 가진다.
이것을 모서리 30개와 꼭짓점 12개에서 만나는 오각성 12개를 면으로 가진다고 생각하면, 이것을 오일러 공식을 이용해서 종수를 계산할 수 있다:
{\displaystyle V-E+F=2-2g}
그리고 작은 별모양 십이면체는 종수가 4라는 것을 결론지을 수 있다. 루이 푸앵소에 의해서 이뤄어진 이 관측은 처음에는 혼란스러웠지만, 펠릭스 클라인이 1877년에 작은 별모양 십이면체는 분지점을 각 오각성의 중심에 갖고 있는 종수가 4인 리만 곡면으로 리만 구를 가지 덮기하고 있는 것으로 볼 수 있다는 것을 밝혔다.  사실 브링의 곡선으로 불리는 이 리만 곡면은 종수가 4인 어떤 리만 곡면의 대칭 수 보다도 가장 많은 대칭 수를 가지고 있다: 대칭군 {\displaystyle S_{5}}는 자기 동형 사상처럼 행동한다

## 그림
| 투명 | 수제 모형                                                                                | 수제 모형 |
| --- | ---------------------------------------------------------------------------------------- | --- |
| (애니메이션)                                                                                               |                                                                                          | |
| 구면 타일링                                                                                                | 별모양화                                                                                 | 전개도 |
| 이 다면체는 밀도가 3인 구면 타일링을 나타낸다. (윤곽선이 파란색이고 노란색으로 칠해진 구면 오각성 면 하나) | 이것은 정십이면체의 첫 번째 별모양화로도 만들어질 수 있고, 웨닝거 모델 [W20]을 가리킨다. | × 12 작은 별모양 십이면체는 종이나 키드지를 다섯 면을 가지는 이등변 삼각형 각뿔을 정십이면체를 만들 때 오각형을 붙이듯이 12개를 연결해서 만들 수 있다. |

## 예술에서

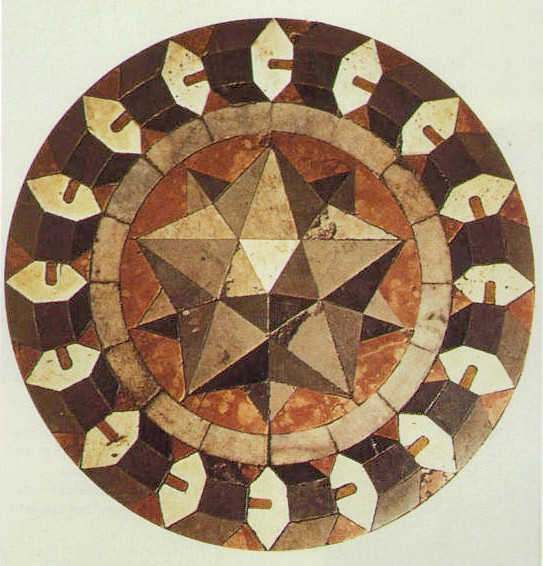
파올로 우첼로의 바닥 모자이크, 1430

- 이것은 1430년 경에 파올로 우첼로가 만든 베네치아의 산마르코 대성당 바닥 모자이크에서도 볼 수 있다.
- 이것은 마우리츠 코르넬리스 에셔의 두 석판 인쇄에서 중심이다: 질서와 혼돈 (1950)과 중력 (1952).

## 관련 다면체
이것의 볼록 폐포는 볼록 정이십면체이다. 이것은 모서리를 큰 이십면체와 공유한다.
이 다면체는 큰 십이면체를 깎은 것이다:
깎은 작은 별모양 십이면체는 표면이 정십이면체처럼 보이지만 면이 24개 이다: 꼭짓점을 깎아서 나온 오각형 12개와 중복되는 12개 (깎은 오각성).
| 이름              | 작은 별모양 십이면체 | 깎은 작은 별모양 십이면체 | 십이십이면체 | 깎은 큰 십이면체 | 큰 십이면체 |
| ----------------- | -------------------- | ------------------------- | ------------ | ---------------- | ----------- |
| 콕서터 다이어그램 |                      |                           |              |                  |             |
| 그림              |                      |                           |              |                  |             |

## 같이 보기
- 작은 별모양 십이면체와 큰 십이면체의 결합물
- 작은 별모양 십이면체 프로그래밍

## 위부 링크
- Weisstein, Eric Wolfgang. Small stellated dodecahedron (Uniform polyhedron). 《Wolfram MathWorld》 (영어). Wolfram Research.
  - Weisstein, Eric Wolfgang. “DodecahedronStellations”. 《Wolfram MathWorld》 (영어). Wolfram Research.
- Uniform polyhedra and duals

| 정십이면체의 별모양화 |                      |                      |                      |
| 플라톤의 다면체       | 케플러-푸앵소 다면체 | 케플러-푸앵소 다면체 | 케플러-푸앵소 다면체 |
| 정십이면체            | 작은 별모양 십이면체 | 큰 십이면체          | 큰 별모양 십이면체   |
|                       |                      |                      |                      |
|                       |                      |                      |                      |